# Montérolier
Montérolier település Franciaországban, Seine-Maritime megyében. Lakosainak száma 603 fő (2022. január 1.). Montérolier Neufbosc, Buchy, Mathonville, Rocquemont és Saint-Martin-Osmonville községekkel határos.

## Népesség
A település népességének változása:
| Lakosok száma | 578  | 596  | 606  | 596  | 596  | 600  | 606  | 614  | 603  |
|               | 2013 | 2015 | 2016 | 2017 | 2018 | 2019 | 2020 | 2021 | 2022 |